# 上山市立中山小学校
上山市立中山小学校（かみのやましりつ なかやましょうがっこう）は、山形県上山市にあった公立小学校。閉校後の2012年12月からは山形県埋蔵文化財センターとして利活用している。

## 概要
上山市中山地区に立地。
校章は、御天守山、高岡山、物見山の三山を図案化し中山地区を表現した。

## 沿革
- 1956年（昭和31年）12月 - 中山地区が赤湯町より分町し、上山市に合併するとの中山合併の議案が採択[4]。
- 1957年（昭和32年）
  - 9月1日 - 開校[5]。中山字上郭の公民館と西福寺（中山字上町）を仮校舎に充てる[5][3]。
  - 12月5日 - 中山字上郭2の3443に完成した校舎へ移転[5]。
- 1958年（昭和33年）9月 - 校章を制定（大橋一成の作品）[4]。
- 1959年（昭和34年）
  - 3月 - 校旗を制定（菊地吉美の図案）[4]。
  - 12月 - 児童数が最多を記録（230人）。校歌制定と発表会を開催[4]。
- 1961年（昭和36年）10月10日 - 中山小学校行進曲を作成[4]。
- 1977年（昭和52年）9月 - 創立二十周年記念式典を開催[4]。
- 1987年（昭和62年）9月 - 創立三十周年記念式典および祝賀会を開催[4]。
- 1997年（平成9年）
  - 2月20日 - 新校舎を落成。2月24日より新校舎で授業開始[4]。
  - 7月 - プールを落成[4]。
- 2011年（平成23年）
  - 3月19日 - 閉校式を開催[3]。なお、直前の3月11日に東日本大震災が発生している。
  - 3月31日 - 上山市立南小学校への統合により、閉校[3]。

## 学区
- 中山[4]

## 校歌
- 作詞：真壁仁
- 作曲：福井文彦

出典：

## 進学先の中学校
- 上山市立南中学校（上山市長清水）